# ROBO3
ROBO3‏ (Roundabout guidance receptor 3) هوَ بروتين يُشَفر بواسطة جين ROBO3 في الإنسان.